# NK Troglav Livno
NK Troglav Livno steht für Nogometni Klub Troglav Livno (Fußballverein Troglav Livno). Der Klub aus Livno wurde 1918 gegründet und ist damit einer der ältesten aus Bosnien und Herzegowina.
In der Saison 2014/15 spielt der Verein in der Druga Liga FBiH, der dritthöchsten Spielklasse des Landes.

## Bekannte Spieler
- Romic Mladen
- Mladen Matijanić
- Niko Čeko
- Ivan Jolić
- Robert Regvar

## Titel
- Pokalsieger, Herceg-Bosna Pokal (1): 1997

## Fans
Die Fans von NK Troglav Livno werden Livno Support Elite genannt.